# قهوه دوپیو

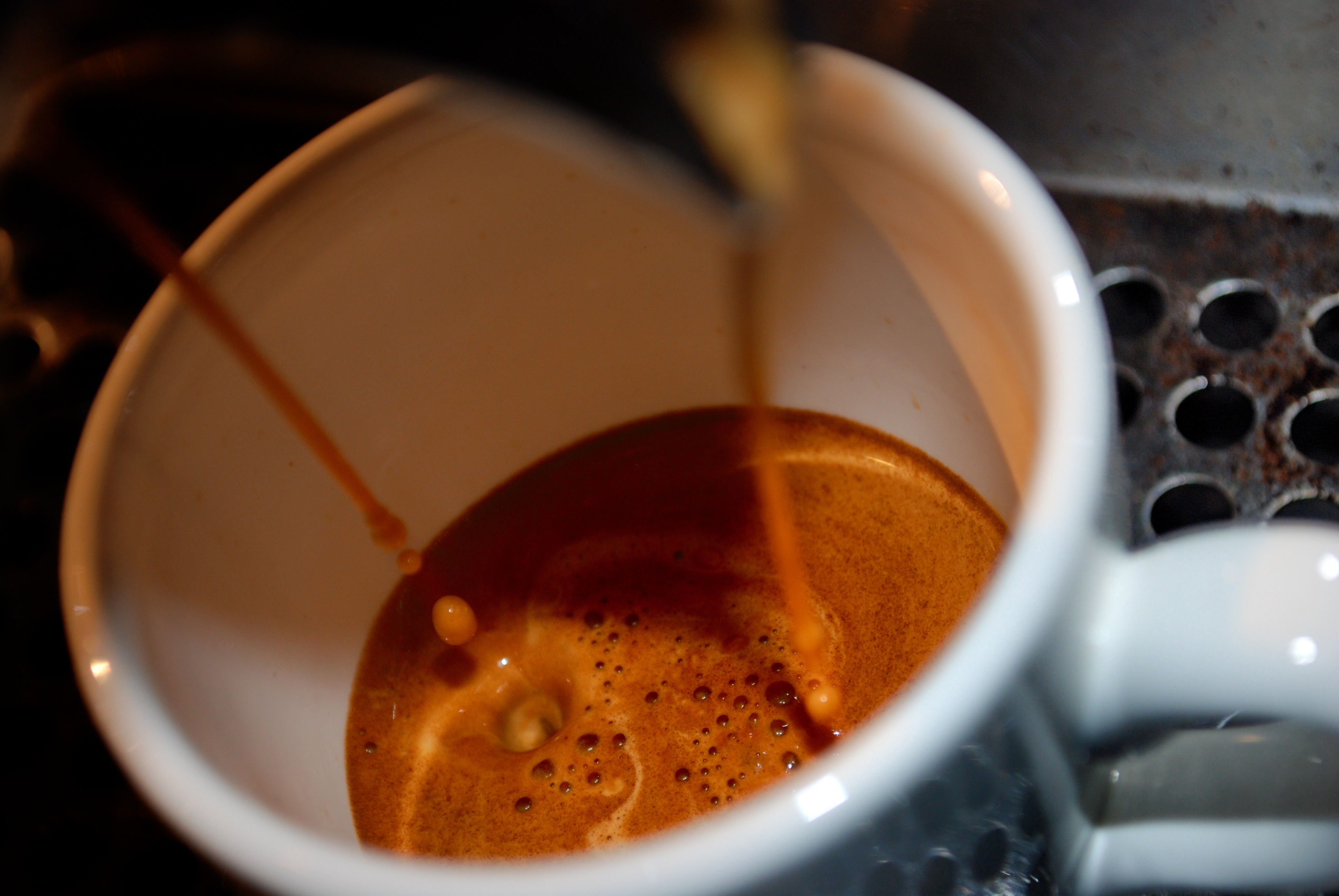
عصاره‌گیری یک دوپیو

اسپرسو دوپیو یک شات دوبل است که با استفاده از دو برابر مقدار قهوه آسیاب شده در یک بسکت پورتافیلتر با اندازه بزرگتر عصاره‌گیری می‌شود. در نتیجه ۶۰ میلی‌لیتر نوشیدنی، که مقدار آن دو برابر یک شات اسپرسو است.